# Moskva Zoo
Moskva Zoo i Moskva er den største og ældste zoologiske have i Rusland.
Den blev grundlagt i 1864 af en gruppe biologer K.F. Rulje, S.A. Usov og A.P. Bogdanov, fra Moskva Statsuniversitet. I 1919 blev haven nationaliseret. I 1922 blev ejerskabet overført til byen Moskva, hvor det har været siden.